# Mol (Serbia)
Mol (Serbo: Mol or Мол, Ungherese: Mohol) è una città della Serbia situata nella municipalità di Ada, nel distretto del Banato Settentrionale, in provincia di Voivodina. La popolazione, soprattutto di etnia Ungherese, conta 6 878 abitanti.